# Liphistius rostratus
Espèce
Liphistius rostratus est une espèce d'araignées mésothèles de la famille des Liphistiidae.

## Distribution
Cette espèce est endémique de la région de Mandalay en Birmanie,. Elle se rencontre vers War Phyu Taung.

## Description
Le mâle holotype mesure 9,34 mm et la femelle paratype 10,54 mm.

## Systématique et taxinomie
Cette espèce a été décrite par Zhan et Xu en 2024.

## Publication originale
- Xu, Zhan, Aung, Liu, Yu & Li, 2024 : « Four new species of the spider genus Liphistius (Araneae, Mesothelae, Liphistiidae, Liphistiinae) from Myanmar. » ZooKeys, vol. 1210, p. 99-115 (texte intégral).